# Hydrotaea spinifemora
Hydrotaea spinifemora este o specie de muște din genul Hydrotaea, familia Muscidae, descrisă de Shinonaga și Tadao Kano în anul 1971. Conform Catalogue of Life specia Hydrotaea spinifemora nu are subspecii cunoscute.